# 桃蹊路街道
桃蹊路街道，是中华人民共和国四川省成都市成华区下辖的一个已经撤销的乡镇级行政单位。2019年12月，成华区调整部分街道行政区划，撤销桃蹊路街道，将原桃蹊路街道桃源社区、桃蹊社区、怡福社区、文德社区所属行政区域划归府青路街道管辖，府青路街道办事处驻双建路70号。

## 行政区划
桃蹊路街道下辖以下地区：
怡福社区、文德社区、桃源社区、桃蹊社区和踏水社区。